# 艾济-茹伊
艾济-茹伊（法語：Aizy-Jouy，法語發音：[ɛzi ʒwi]）是法国上法蘭西大區埃纳省的一个市镇，属于苏瓦松区。该市镇于1971年由原市镇艾济（Aizy）和茹伊（Jouy）合并而成。

## 地理
艾济-茹伊（49°26'5"N, 3°30'59"E）面积14.63 平方千米，位于法国上法蘭西大區埃纳省，该省份为法国北部内陆省份，北起北部省，西接索姆省和瓦兹省，东临阿登省和马恩省，西南至塞纳-马恩省，东北部与比利时接壤。
与艾济-茹伊接壤的市镇（或旧市镇、城区）包括：埃纳河畔塞勒、沙维尼翁、奥斯泰勒、桑西莱舍米诺、埃纳河畔韦利、帕尔尼和菲兰。
艾济-茹伊的时区为UTC+01:00、UTC+02:00（夏令时）。

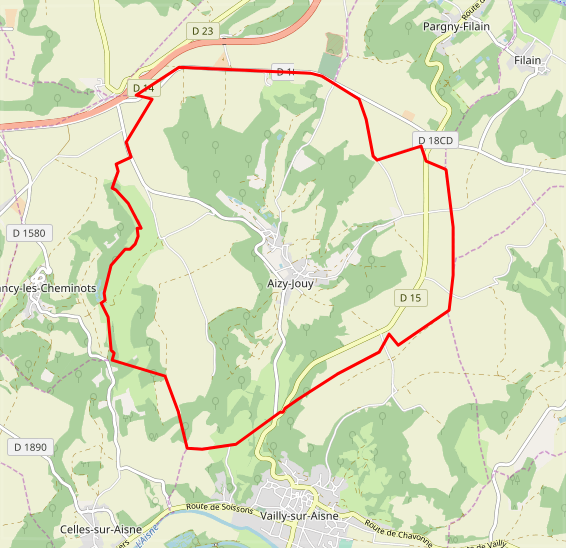
艾济-茹伊的OSM定位图

## 行政
艾济-茹伊的邮政编码为02370，INSEE市镇编码为02008。

## 政治
艾济-茹伊所属的省级选区为塔德努瓦地区费尔县。

## 人口

1962-2008年间艾济-茹伊人口变化图示

艾济-茹伊于2022年1月1日时的人口数量为308人。